# Nika Križnar
Nika Križnar, née le 9 mars 2000 à Škofja Loka, est une sauteuse à ski slovène.

## Biographie
Elle est membre du club SSK Alpina Ziri.
En février 2016, elle participe à sa première manche de Coupe du monde à Ljubno, où elle récolte des points en terminant 14e et 12e. Quelques jours plus tard, elle est championne du monde junior par équipes mixtes, titre qu'elle conserve en 2017, où elle gagne aussi une médaille de bronze individuelle. En 2017, elle est sélectionnée pour les Championnats du monde de Lahti, se classant 13e en individuel et quatrième par équipes mixtes. En 2018, elle est sacrée championne du monde junior en Suisse et signe plusieurs tops dix en Coupe du monde jusqu'à ce qu'elle se classe troisième au concours de Rasnov au mois de mars, après un podium par équipes au Mont Zaō. Lors des Jeux olympiques de Pyeongchang, elle prend la septième place du concours.
Aux Championnats du monde 2019 à Seefeld, elle est deux fois quatrième par équipes (féminines et mixtes) et septième en individuel. Après son deuxième podium obtenu quelques semaines plus tard à Tchaïkovski, elle prend place au cinquième rang de la Coupe du monde. À l'été 2019, la Slovène remporte sa première compétition dans l'élite sur le Grand Prix de Frenstat, ce qui la place deuxième au classement général derrière Sara Takanashi.
En 2019-2020, elle est septième du classement de la Coupe du monde, terminant sur un podium individuel à Ljubno en Slovénie.
Lors de la saison 2020-2021, elle passe un nouveau cap, celui de la victoire : au mois de janvier, à Ljubno devant le public slovène, elle gagne sa première compétition par équipes en Coupe du monde avec Spela Rogelj, Ursa Bogataj et Ema Klinec. Déjà deuxième à Ramsau, elle ajoute deux deuxièmes places en Autriche à la manche d'Hinzenbach, puis gagne enfin en individuel sur ce même tremplin.
Aux Jeux olympiques d'hiver de 2022, elle remporte le bronze derrière Urša Bogataj et Katharina Althaus.

## Palmarès

### Jeux olympiques
| Épreuve / Édition | Pyeongchang 2018                 | Pékin 2022                          |
| Individuel        | 7e                               | Médaille de bronze, Jeux olympiques |
| Mixte             | Épreuve inexistante à cette date | Médaille d'or, Jeux olympiques      |

### Championnats du monde
| Épreuve / Édition  | Lahti 2017                       | Seefeld 2019                     | Oberstdorf 2021 | Planica 2023 |
| Petit Tremplin     | 13e                              | 7e                               | 5e              | 11e          |
| Grand Tremplin     | Épreuve inexistante à cette date | Épreuve inexistante à cette date | Bronze          | 10e          |
| Par équipes        | Épreuve inexistante à cette date | 4e                               | Argent          | 4e           |
| Par équipes mixtes | 4e                               | 4e                               | 4e              | Bronze       |

### Coupe du monde
- 1 gros globe de cristal en 2021.
- 29 podiums individuels : 6 victoires, 10 deuxièmes places et 13 troisièmes places.
- 6 podiums par équipes : 1 victoire, 4 deuxièmes places et 1 troisième place.
- 1 podium par équipes mixte : 1 victoire.
- 1 podium en Super Team : 1 victoire.

#### Victoires
| Année     | Lieu                                                            |
| 2020-2021 | Hinzenbach (Autriche), Râșnov (Roumanie)                        |
| 2021-2022 | Ljubno (Slovénie), Willingen (Allemagne), Hinzenbach (Autriche) |
| 2023-2024 | Lahti (Finlande)                                                |

#### Classements généraux annuels
| Année | Rang |
| 2016  | 36e  |
| 2017  | 33e  |
| 2018  | 10e  |
| 2019  | 5e   |
| 2020  | 7e   |
| 2021  | 1er  |
| 2022  | 2e   |
| 2023  | 9e   |

### Jeux européens
- Médaille d'or en grand tremplin aux Jeux européens de 2023
- Médaille de bronze en tremplin normal par équipe mixte aux Jeux européens de 2023

### Championnats du monde junior
- Rasnov 2016 :
  -  Médaille d'or par équipes mixtes.
- Utah 2017 :
  -  Médaille d'or par équipes mixtes.
  -  Médaille d'argent par équipes.
  -  Médaille de bronze en individuel.
- Kandersteg 2018 :
  -  Médaille d'or en individuel.
  -  Médaille d'or par équipes.

### Festival olympique de la jeunesse européenne
- Médaille d'or par équipes mixtes en 2017.
- Médaille d'argent en individuel en 2017.

### Grand Prix
- Vainqueur du classement général en 2023.